# Emmanuel Emenike
Emmanuel Chinenye Emenike, född 10 maj 1987 i Otuocha, är en nigeriansk fotbollsspelare (anfallare). 
2013 rankades han, enligt The Guardian, som en av världens 100 bästa fotbollsspelare. 
Han var uttagen i Nigerias trupp till Afrikanska mästerskapet 2013 och till Världsmästerskapet i fotboll 2014,